# Geissorhiza exscapa
Geissorhiza exscapa là một loài thực vật có hoa trong họ Diên vĩ. Loài này được (Thunb.) Goldblatt miêu tả khoa học đầu tiên năm 1985.